# Sławomir Szmal
Sławomir Szmal (* 2. října 1978 Strzelce Opolskie) je bývalý polský házenkář, brankář. V roce 2009 byl vyhlášen nejlepším házenkářem světa. S polskou házenkářskou reprezentací získal stříbro (2007) a dvakrát bronz (2009, 2015) na mistrovství světa. Za národní tým odehrál v letech 1998–2018 298 zápasů. Hrál za kluby Stal Zawadzkie, WKW Opole, Hutnik Kraków, KS Warszawianka, Wisła Płock, TuS N-Lubbecke, Rhein-Neckar Loewen a PGE VIVE Kielce, s nímž v roce 2016 vyhrál Ligu mistrů.